# Susan Stryker
Susan O'Neal Stryker (1961) é uma professora, historiadora, autora, cineasta e teórica dos Estados Unidos, cujo trabalho se concentra no gênero e na sexualidade humana.
É professora de Estudos de Gênero e Mulheres, ex-diretora do Instituto de Estudos LGBT e fundadora da Iniciativa de Estudos de Transgêneros da Universidade do Arizona e, atualmente, está de licença enquanto mantém um cargo na Barbara Lee Distinguished Chair in Women's Leadership no Mills College. Atua no Conselho consultivo do Messaging Extraterrestrial Intelligence (METI) e no Conselho consultivo do Digital Transgender Archive.
É uma mulher transgênero e autora de vários livros sobre história e cultura LGBT. É uma importante acadêmica da história dos transgêneros.

## Educação
Formou-se em Letras pela Universidade de Oklahoma, em 1983. Obteve o Ph.D. em História dos Estados Unidos pela Universidade da Califórnia em Berkeley, em 1992; a tese de doutorado que apresentou foi Making Mormonism: A Critical and Historical Analysis of Cultural Formation (em português:  "Fazendo o Mormonismo: Uma Análise Crítica e Histórica da Formação Cultural").

## Carreira
É professora de estudos de gênero e mulheres na Universidade do Arizona e ex-diretora do Instituto de Estudos LGBT da universidade. Atuou como professora visitante na Universidade Harvard, na Universidade da Califórnia em Santa Cruz e na Universidade de Simon Fraser. É uma mulher trans assumidamente lésbica que produziu um conjunto significativo de trabalhos sobre a cultura transgênero e queer.
Se revelou transgênero e começou a transição logo após obter seu doutorado. Seu artigo acadêmico "Minhas palavras para Victor Frankenstein acima da vila de Chamounix" (em inglês:  "My Words to Victor Frankenstein Above the Village of Chamounix"), de 1994, foi seu primeiro artigo publicado e — depois da pioneira acadêmica transgênero australiana Roberta Perkins, que começou a publicar sua pesquisa sobre mulheres trabalhadoras do sexo na década de 1980 — um dos primeiros artigos publicados em uma revista acadêmica revisada por pares por uma autora abertamente transgênera.
Mais tarde, recebeu uma bolsa de pesquisa de pós-doutorado em estudos da sexualidade humana na Universidade Stanford, patrocinada pelo Conselho de Pesquisa em Ciências Sociais e pela Fundação Ford. De 1999 a 2003, foi diretora-executiva da GLBT Historical Society, em São Francisco, na Califórnia.
Em 2004, foi professora visitante no Departamento de Estudos Críticos e Culturais da Universidade Macquarie, em Sydney, na Austrália. Entre 2007 e 2008, ocupou o cargo de professora visitante em Estudos da Mulher na Universidade de Simon Fraser, em Vancouver, no Canadá. No outono de 2008, foi professora visitante do Comitê de Graduação em Estudos sobre Mulheres, Gênero e Sexualidade da Universidade de Harvard e, na primavera de 2009, foi conferencista destacada em Estudos Feministas na Universidade da Califórnia em Santa Cruz. Foi contratada como professora associada de Estudos de Gênero na Universidade de Indiana, em 2009, e saiu para aceitar o cargo de professora associada de Estudos de Gênero e Mulheres e diretora do Instituto de Estudos LGBT da Universidade do Arizona, em 2011.
Em 2013, estabeleceu a Iniciativa de Estudos Transgêneros (Transgender Studies Initiative) na Universidade do Arizona e se concentrou em "contratar professores negros", em suas próprias palavras.
Em 2015, a Universidade Yale lhe concedeu o Prêmio Memorial James Robert Brudner de 1983 pelo conjunto de suas realizações e contribuições acadêmicas no campo dos estudos lésbicos e gays. Em 2007, o Monette-Horowitz Trust homenageou-a por seu ativismo contra a homofobia. Entre suas outras homenagens estão o Community Vanguard Award do Transgender Law Center e o reconhecimento como herói local pela estação de televisão pública KQED de São Francisco, Califórnia.

## Publicações

### Livros
Seu primeiro livro foi "Gay by the Bay: A History of Queer Culture in the San Francisco Bay Area" (Chronic Books, 1996), em coautoria com Jim Van Buskirk, e é um relato ilustrado da evolução da cultura LGBT na área da baía de São Francisco, no norte Califórnia . Este livro e seu sucessor, "Queer Pulp", foram indicados ao Lambda Literary Award.
Na pesquisa crítica "Queer Pulp: Perverted Passions from the Golden Age of the Paperback" (Chronicle Books, 2001), voltou sua atenção para a ficção popular lésbica e a ficção popular gay publicada nos Estados Unidos entre os anos 1930 e 1960.
Com Stephen Whittle, co-editou "The Transgender Studies Reader" (Routledge, 2006), que foi seu primeiro trabalho a ganhar o Lambda Literary Award. Seu livro seguinte, "Transgender History" (Seal Press, 2008), cobre travestismo, pessoas trans e transexualismo nos Estados Unidos desde o fim da Segunda Guerra Mundial até os anos 2000.
Está trabalhando em um novo projeto de livro, "Cross-Dressing for Empire: Gender and Performance at the Bohemian Grove". O Bohemian Grove é um acampamento no norte da Califórnia e ponto de encontro de verão do Bohemian Club, uma organização privada de homens americanos com considerável poder político e econômico ou influência cultural.

### Contribuições de Susan Stryker para o debate sobre o corpo
A historiadora e teórica Susan Stryker é uma das principais vozes dos Transgender Studies e contribuiu de modo significativo para a compreensão do corpo humano como categoria histórica, política e filosófica. Em sua obra seminal Transgender History (2008), Stryker apresenta o corpo trans como locus de transformação e agência, ressaltando que a identidade de gênero não está ancorada em uma essência biológica, mas sim em processos culturais e sociais historicamente situados.
Além disso, como organizadora de The Transgender Studies Reader (2006 e 2013), Stryker reuniu textos fundamentais que abordam o corpo como performance, memória e resistência. Em seu célebre ensaio autobiográfico My Words to Victor Frankenstein Above the Village of Chamounix (1994), incluído na primeira edição do Reader, ela utiliza a figura do monstro de Frankenstein para refletir sobre a experiência trans como um processo de reconfiguração corporal radical — frequentemente marginalizado ou monstruificado — e, ao mesmo tempo, como fonte de potência subjetiva.
Stryker retoma e expande noções performativas de gênero desenvolvidas por Judith Butler, propondo que o corpo trans encarna uma crítica viva às normas binárias que regulam o reconhecimento social dos sujeitos. Ao enfatizar a performatividade, ela afirma que o corpo não é um dado, mas um processo contínuo de inscrição cultural e política.
No plano sociológico, Stryker destaca como instituições — como o sistema médico, a lei e a mídia — historicamente construíram a inteligibilidade do corpo trans, ora como patologia, ora como ameaça à ordem de gênero. Seu trabalho revela a centralidade do corpo na formação de identidades e na regulação social.

### Críticas às ideias de Stryker
Embora sua obra seja referência, diversas críticas foram levantadas por estudiosos do próprio campo dos Transgender Studies. Uma das mais conhecidas é a de Viviane Namaste, que questiona o foco excessivo na performatividade, argumentando que esse enfoque tende a abstrair a experiência vivida de pessoas trans e a ignorar a materialidade da violência que enfrentam em espaços como escolas, hospitais e prisões.
Outras críticas vieram de autores como C. Riley Snorton, que em Black on Both Sides (2017) aponta que as narrativas canônicas da história trans — incluindo a de Stryker — tendem a privilegiar sujeitos brancos, de classe média e norte-americanos, apagando experiências de corpos racializados e marginalizados.
Dean Spade, em Normal Life (2011), também problematiza a ênfase na “autonomia corporal”, frequentemente assumida como universal no discurso trans. Para ele, essa ideia desconsidera os contextos em que tal autonomia é estruturalmente negada, como no caso de pessoas encarceradas, migrantes e economicamente vulneráveis.
Críticas adicionais de autores como Eric A. Stanley e Tourmaline alertam que algumas narrativas de “progresso” nos Transgender Studies — com ênfase em visibilidade e direitos — correm o risco de cooptar ou silenciar lutas mais radicais e corpos mais dissidentes, especialmente no contexto da criminalização racializada e da marginalização econômica.
Aren Z. Aizura, por sua vez, argumenta que os estudos trans devem prestar mais atenção às geografias globais e às mobilidades forçadas, analisando como diferentes regimes de poder moldam corpos de maneiras específicas em diferentes contextos nacionais.
Essas críticas demonstram a vitalidade do campo dos estudos trans, que tem evoluído para incorporar uma multiplicidade de vozes e experiências, aprofundando a análise sobre os corpos como arenas de produção histórica, conflito social e invenção subjetiva.

### Filme e vídeo

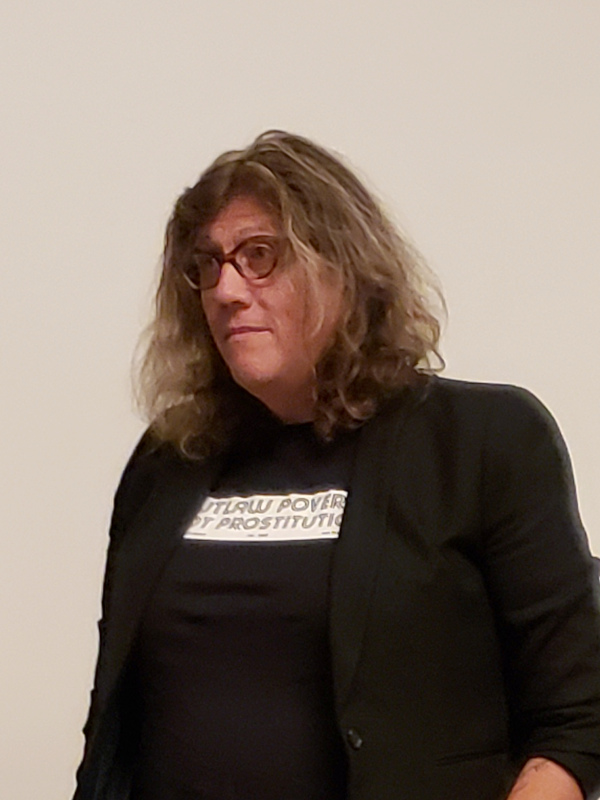
Stryker apresentando "Screaming Queens", em 2019

Recebeu o prêmio Emmy de São Francisco / Norte da Califórnia por seu trabalho como diretora em "Screaming Queens: The Riot at Compton's Cafeteria" (2005), um documentário sobre o motim da Gene Compton's Cafeteria, em 1966; o filme foi co-escrito, dirigido e produzido por Victor Silverman. Com a diretora Michelle Lawler e a produtora executiva Kim Klausner, ela posteriormente co-produziu "Forever's Gonna Start Tonight" (2009), um documentário sobre Vicki Marlane, uma artista transgênero soropositiva em boates e salões. O seu documentário mais recente é "Christine in the Cutting Room" (2013), um filme experimental sobre Christine Jorgensen.
Monika Treut a entrevistou para o documentário de 1999 "Gendernauts: A Journey Through Shifting Identities". Também foi entrevistada para um episódio de 2002 da longa série de documentários televisivos "SexTV" e para dois episódios de "Sex: The Revolution" (2008). Participou do documentário "Diagnosing Difference" (2009) e do filme "Reel in the Closet" (2015), dirigido por Stu Maddux.
Em 2021, apareceu e atuou como produtora consultora em "The Lady and the Dale", uma série de documentários da HBO que gira em torno de Elizabeth Carmichael, a fundadora da "Twentieth Century Motor Car Corporation". Também apareceu como ela mesma em "Pride", uma série de documentários em seis partes com foco na história LGBT década a década, para a FX.

### Artigos, ensaios e trabalhos acadêmicos
Com Paisley Currah coedita "TSQ: Transgender Studies Quarterly", a primeira revista acadêmica não médica dedicada a questões transgênero. A revista estreou em 2014.
Os seus artigos acadêmicos foram publicados em "GLQ: A Journal of Lesbian and Gay Studies", "WSQ: Women's Studies Quarterly", parallax, "Radical History Review" e outras revistas acadêmicas . Em 2008, foi indicada ao GLAAD Media Award por seu artigo no Salon.com "Por que o T em LGBT veio para ficar", uma resposta ao artigo de John Aravosis, de 2007, "Como o T entrou no LGBT?".
No artigo "Transgender Studies: Queer Theory's Evil Twin" (2004), descreve como as pessoas trans são frequentemente marginalizadas dentro da comunidade queer, e como a disciplina acadêmica dos Estudos Queer privilegia narrativas específicas de orientação sexual em detrimento da identidade de gênero.

## Filmografia
Os seguintes filmes a envolveram, como diretora, produtora ou entrevistada:
- Screaming Queens: The Riot at Compton's Cafeteria (18 de junho de 2005)
- Forever's Gonna Start Tonight (2009)
- Christine na Sala de Corte (2013)
- Masculinity/Femininity (2014)
- Disclosure: Trans Lives on Screen (2020)
- No Ordinary Man (2020)
- The Lady and the Dale (2021)
- Pride (2021)